# Fathepur, Raichur
Fathepur là một làng thuộc tehsil Raichur, huyện Raichur, bang Karnataka, Ấn Độ.